# معركة رأس العين الأولى
كانت معركة رأس العين الأولى معركة من أجل السيطرة على بلدة رأس العين، وهي أساسا بين المقاتلين الأكراد وجماعات المعارضة الإسلامية السورية المسلحة، مع مشاركة القوات المسلحة السورية بصورة عرضية.

## المعركة

### المرحلة الأولى

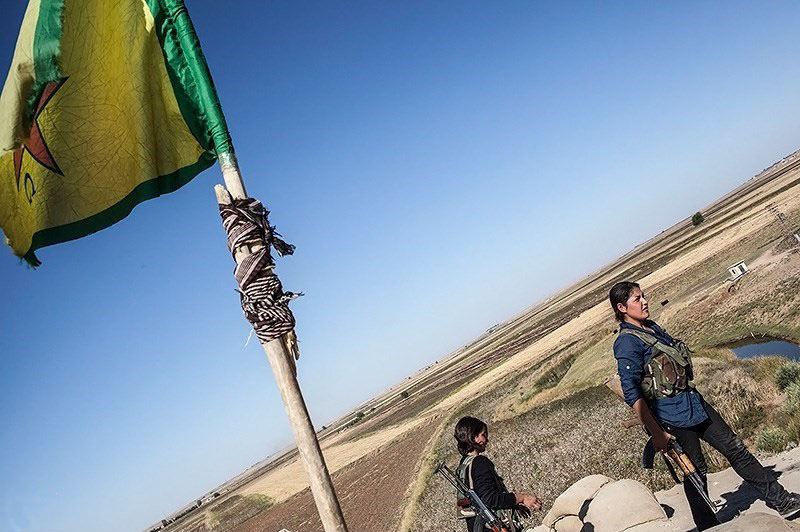
المقاتلات الكرديات يحرسن نقطة تفتيش قرب رأس العين.

في 8 نوفمبر، هاجم الجيش السوري الحر مواقع الجيش السوري في رأس العين وأطلق بعد ذلك شريط فيديو يظهر مقاتلي الجيش السوري الحر يسيطرون على البلدة. وقال مراسل الكردية نيوز على الأرض أن الأكراد المحليين ساعدوا الجيش السوري الحر في الهجوم. وفقا للصحافي التركي محمد أكساكال، أصيب اثنان من الأتراك في بلدة جيلانبينار الحدودية. كما أشار إلى أن الاشتباكات قد تنجم عن عدم الرضا المتزايد بين المجلس الوطني الكردي وحزب الاتحاد الديمقراطي. إلا أن ناشطا كرديا آخر زعم أنه على الرغم من أن حزب الاتحاد الديمقراطي كان يملك جناحا مسلحا في المدينة إلا أنه لم يشارك في الاشتباكات. وقتل حوالي 10–26 من المتمردين و20 جنديا سوريا في القتال، بينما فر نحو 8,000 من السكان إلى جيلانبينار حيث اشتعلت المعارك.
في 10 نوفمبر، اقتحمت وحدات حماية الشعب التي يساعدها الأكراد المحليون المراكز الأمنية والإدارية الحكومية الأخيرة في بلدتي الدرباسية وتل تمر. وقد جاء هذا الهجوم بسبب العنف في رأس العين حيث اقتحم الجيش السوري الحر البلدة بسبب وجود وحدات أمنية حكومية. لم يترك ذلك سوى مدينتين كبيرتين في يد الحكومة في محافظة الحسكة – الحسكة والقامشلي. في اليوم التالي، أسفرت غارة جوية شنتها القوات الجوية السورية على رأس العين عن مقتل ما لا يقل عن 16 شخصا في البلدة.
في 13 نوفمبر، أجبرت ميليشيا وحدات حماية الشعب بقية وحدات قوات الأمن من بلدة المالكية من أجل منع الجيش الحر من أن يكون له عذر لشن هجوم مثل رأس العين. في 14 نوفمبر، سيطرت قوات الجيش الحر على موقع للجيش بالقرب من رأس العين، مما أدى إلى مقتل 18 جنديا هناك. في 15 نوفمبر، أعلن الجيش السوري الحر أنهم سيطروا تماما على رأس العين، وأسروا أو قتلوا آخر جنود الجيش السوري المتمركزين هناك. كما لم تكن هناك ضربات جوية حكومية في البلدة للمرة الأولى خلال ثلاثة أيام، حيث بدا أن القوات الحكومية قد توقفت عن استعادة المدينة.
في 19 نوفمبر، شن الجيش الحر هجوما على نقطة تفتيش تابعة لحزب الاتحاد الديمقراطي في رأس العين أسفرت مبدئيا عن مقتل ستة متمردين. كما اغتال المتمردون عابد خليل رئيس مجلس حزب الاتحاد الديمقراطي المحلي عندما أطلق قناص النار عليه فأرداه قتيلا. في اليوم التالي، أبلغ المرصد السوري لحقوق الإنسان عن أن عدد القتلى في القتال الذي نشب بين المتمردين والاتحاد الديمقراطي في المدينة بلغ 34 قتيلا. كان 29 من القتلى ينتمون لجبهة النصرة الإسلامية المتمردة وكتيبة غرباء الشام. من بين الخمسة الآخرين أربعة مقاتلين أكراد وخليل. يقال أن المقاتلين الأكراد الأربعة أعدموا بعد أن قبض عليهم المتمردون. المجموعة الناشطة المعارضة لجان التنسيق المحلية قدرت عدد القتلى ب 46: 25 من الأكراد و20 من مقاتلي الجيش الحر والمسؤول. اعتقل كلا الجانبين 35 من الأكراد و11 من مقاتلي الجيش الحر. في 19 نوفمبر أيضا، أطلق أعضاء جبهة النصرة وغرباء الشام النار على نقطة تفتيش تابعة لوحدات حماية الشعب، مما أثار اشتباكات أسفرت عن مقتل عشرات الأشخاص، بمن فيهم ثلاثة من قادة المتمردين على الأقل. قال ناشط كردي أن وجود مقاتلين إسلاميين معادين كان سببا في ابعاد السكان الأكراد. أدان المجلس الوطني الكردي وقائد الجيش السوري الحر اللواء رياض الأسعد الاشتباكات، حيث وصف المجلس الوطني الكردستاني وجود مقاتلين متمردين في البلدة «بلا جدوى ولا مبرر له»، وأرجع الأسعد العنف إلى «بعض الجماعات التي تحاول استغلال الوضع لتفجير العلاقات بين الأكراد والعرب»، بينما نفت صراحة أي ارتباط للجيش السوري الحر مع غرباء الشام.
نتيجة للقتال، تم حشد عدد القوات التي نشرها الجانبان في رأس العين. وبحلول 22 نوفمبر، عززت القوات الكردية اعدادهم لحوالي 400 من عناصر الميليشيات الذين يواجهون 200 مقاتلا من جبهة النصرة و100 مقاتلا من غرباء الشام، بدعم من ثلاثة دبابات استولي عليها تابعة للجيش السوري.
في 22 نوفمبر، أفاد المرصد السوري لحقوق الإنسان أن ثمانية من أعضاء جبهة النصرة ومقاتل واحد من حزب الاتحاد الديمقراطي قتلوا في القتال من أجل رأس العين. وفي هذه المرحلة، أدى القتال إلى مقتل ما يقدر ب 54 شخص. وفي اليوم التالي، أعلن وقف إطلاق نار هش لمدة يومين بين المقاتلين الأكراد وجبهة النصرة وغرباء الشام من أجل تحديد شروط اتفاق دائم محتمل بين الجانبين. قبل هذا الإعلان، زعم حزب الاتحاد الديمقراطي أن قواته قتلت 25 متمردا، وأصابت 20 آخرين، ودمرت ثلاث سيارات. وأسفرت المفاوضات في 24 نوفمبر عن هدنة هشة استمرت حتى 6 ديسمبر، عندما اندلعت الاشتباكات مرة أخرى.
في 3 ديسمبر، أدت الغارات الجوية التي شنتها القوات الجوية السورية على مركز للشرطة ومكتب بريد قديم في منطقة المحطة إلى مقتل اثني عشر شخصا وإصابة عشرات آخرين. ومن بين القتلى ستة أكراد، ثلاثة منهم من الأطفال. أخذت سيارات الإسعاف من تركيا ما لا يقل عن 21 من المصابين لمستشفى في بلدة جيلانبينار التي أغلبها كردية عبر الحدود. وقد قامت تركيا بإطلاق عدد من الطائرات المقاتلة من طراز اف - 16 ومقرها ديار بكر ردا على الضربات.
في الفترة من 12 إلى 14 ديسمبر، شن المتمردون سلسلة من الهجمات الصاروخية على البلدة. وأفيد أنهم حاولوا أيضا توسيع القتال إلى البلدات والقرى المجاورة وفشلوا في ذلك.

### وقف إطلاق النار الأول
استؤنفت المفاوضات بين المتمردين والأكراد في 15 ديسمبر. تم التوصل إلى اتفاق في اليوم التالي، وفي 17 ديسمبر بدأ سريان وقف إطلاق النار بين الميليشيات الكردية المحلية والمتمردين العرب. وبموجب شروط وقف إطلاق النار، سينسحب الجانبان من المدينة، ويشاركان نقاط التفتيش المحيطة بها، ونقل إدارتها إلى الأكراد المدنيين المحليين، والعرب، والشيشانيين، والمسيحيين. ولكن بالرغم من انتهاء القتال فإن المقاتلين من الجانبين فشلوا في الانسحاب مما أثار المخاوف بشأن قوة الهدنة.
ظهرت بوادر تحسن العلاقات بين حزب الاتحاد الديمقراطي والمتمردين في الجلسة العامة الأولى لوحدات حماية الشعب في المالكية في الفترة من 1 إلى 5 يناير 2013. وشدد أعضاء حزب الاتحاد الديمقراطي في الاجتماع على «وحدة نضال الشعب السوري» وأهمية إقامة علاقات جيدة مع المعارضة العربية، بالإضافة إلى تشكيل هيكل القيادة العسكرية. وبشكل ملحوظ رفع علم الجيش السوري الحر بجوار علم حزب الاتحاد الديمقراطي وقبل ذلك كانت وحدات حماية الشعب معروفة باختطاف وترهيب الأفراد والجماعات الذين عرضوا العلم على أراضيهم.

### المرحلة الثانية

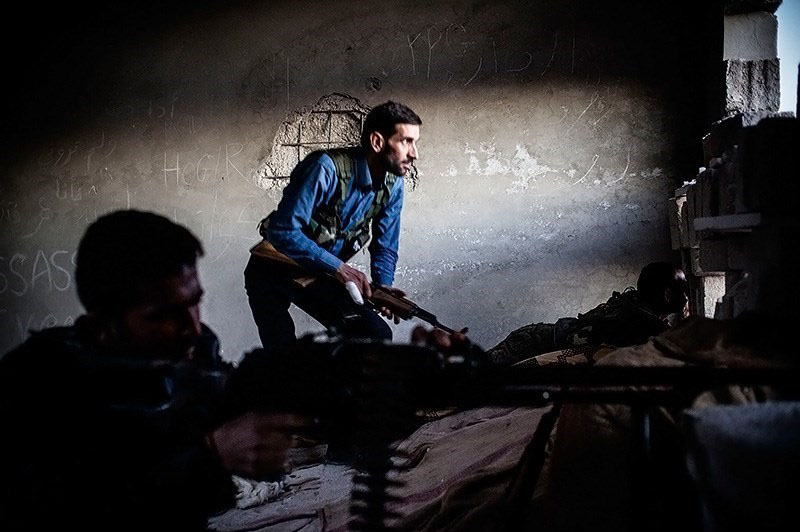
مقاتلو وحدات حماية الشعب يقاتلون جبهة النصرة في المدينة.

في 17 يناير 2013، أفيد بأن نحو 300 من مقاتلي المتمردين عبروا إلى رأس العين فجر اليوم من الحدود السورية/التركية، وأن اشتباكات عنيفة بين المتمردين والقوات الكردية جارية. وخلال القتال، استولى الأكراد على إحدى ثلاث دبابات جهادية جاءت من الحدود. قتل ثلاثة من حزب الاتحاد الديمقراطي وسبعة مقاتلين من المتمردين في الاشتباكات. واتهم زعيم المتمردين نواف راغب البشير وحدات حماية الشعب بالخروج من وقف إطلاق النار بإطلاق النار على 15 من مقاتليه وقتلهم.
بحلول 19 يناير، قتل 33 شخصا في القتال. وكان 28 منهم جهاديين من المتمردين وخمسة عناصر من الميليشيات الكردية.
في مزيد من القتال في 21 يناير، قتل قائد كردي و20 متمردا، بالإضافة إلى أربعة مدنيين.
في 22 و24 يناير، قتل قائدان كرديان آخران، بينما قتل متمردان ومقاتل كردي في 25 يناير. اللاجئون الأكراد الهاربين من القتال اتهموا المتمردين «بعدم احترام» المدنيين الأكراد الذين لا يزالون يعيشون في البلدة. في 25 يناير أيضا، اختطف أعضاء الجيش الحر في رأس العين أربعة أعضاء من حزب آزادي، وهو حزب كردي معارض سياسيا لحزب الاتحاد الديمقراطي، مطالبين بالإفراج عن سجين يحتجزه حزب الاتحاد الديمقراطي.
في 28 يناير، هاجم المتمردون مبنى المحافظة ومبنى الشرطة في المدينة، مما أدى إلى وقوع اشتباكات عنيفة. وفي اليوم التالي، سيطرت القوات الكردية على عدة مبان يستخدمها المتمردون كنقاط قوية. وفي ذلك المساء، ابلغ عدد كبير من المتمردين عن عبورهم من تركيا مع تكثيف الاشتباكات؛ وزعم أن أعداد المتمردين تضاءلت قبل هذه التعزيزات. أصيب خمسة متمردين بجروح خطيرة في اشتباكات مع شخص واحد توفي في مستشفى تركي بعد أن سقط ثلاثة أو أربعة آخرون في معارك مع المجموعات الكردية. أفادت الأنباء أن جثثهم دفنت في تركيا. بعد يومين، أفيد بأن قوات حماية الشعب استولت على سيارة اسعاف تحمل علامات فرنسية وتحمل وثائق مكتوبة باللغة الفرنسية. واتهمت وحدات حماية الشعب تركيا باستخدام سيارات إسعاف لنقل الأسلحة والمعدات إلى المتمردين العرب الذين يقاتلون ضد الأكراد في المدينة.
بحلول 30 يناير، كانت وحدات حماية الشعب قد دفعت المتمردين للخلف من أجزاء من المدينة، مدعية استعادة كنيسة مسيحية آشورية. في ذلك اليوم، اختطف أعضاء الجيش الحر، وعذبوا، وقتلوا عضوا في الحزب الديمقراطي الكردستاني السوري (المعروف عادة باسم «البارتي»)، وهو جزء من كتلة الاحزاب الكردية المعارضة سياسيا لحزب الاتحاد الديمقراطي. وعندما سعى الأقارب وأعضاء البارتي إلى إحضار الجثة إلى مكتب الطبيب الشرعي في الدرباسية، رفض المرور عند نقطة تفتيش تابعة لوحدات حماية الشعب. وقد دفن الرجل في اليوم التالي في قرية فقيرة.

### وقف إطلاق النار الثاني
على الرغم من انهيار وقف إطلاق النار الأول، استمرت الجهود لاعادة السلام إلى المدينة. في 23 يناير، شكل أعضاء المعارضة السورية لجنة مؤلفة من ثمانية أعضاء للعمل كوسيط بين وحدات حزب الاتحاد الديمقراطي/وحدات حماية الشعب والمتمردين العرب. وكان أحد أعضاء المجلس الوطني الكردي، وهو كتلة من الأحزاب الكردية المعارضة المتعاطفة إلى حد كبير مع المعارضة العربية الرئيسية، قد أدرج في اللجنة. في أوائل فبراير، بدات المحادثات محاولة التوصل إلى وقف ثان لإطلاق النار بين المتمردين العرب والميليشيات الكردية ووقف القتال مؤقتا. واجتمع أعضاء المجلس الأعلى الكردي مع مندوبين من المعارضة العربية لمناقشة شروط الاتفاق الذي كان من المقرر تطبيقه على كامل كردستان سوريا وليس فقط رأس العين. إلا أن بعض النشطاء الأكراد أعربوا عن مخاوفهم من أن الطرفين المتحاربين يرغبان في مثل هذا الاتفاق، في حين رفض المجلس الثوري العسكري العربي التابع للجيش الحر في محافظة الحسكة أي هدنة مع المقاتلين الأكراد، مشيرا إلى انه لن يقبل سوى هيمنة المعارضة السورية الرئيسية على المنطقة.
ترأس ميشيل كيلو، العضو المسيحي في المعارضة السورية، الكثير من المفاوضات. وتم الإبلاغ عن خلافات مريرة خلال عملية التفاوض التي تبدو قريبة من الفشل في عدة مناسبات. وطالب المجلس العسكري الثوري التابع للجيش الحر في محافظة الحسكة بتسليم البلدة والمعبر الحدودي إلى السيطرة السياسية الوحيدة للمجلس الوطني السوري، وأن المقاتلين المنتسبين إلى الجيش الحر هم القوة الوحيدة التي تمارس السيطرة العسكرية في البلدة، وأن يذعن حزب الاتحاد الديمقراطي إلى المجلس الوطني السوري كقوة حاكمة شرعية وحيدة في المنطقة، وان يمنع عرض الأعلام الكردية في محافظة الحسكة. ورفضت الاحزاب الكردية رفضا قاطعا هذه الشروط واقترحت بدلا من ذلك ان يغادر المقاتلون من كلا الطرفين المدينة ونقل إدارتها إلى مجلس مشترك يضم ممثلين سياسيين من الجانبين.
في 19 فبراير، أعلن عن اتفاق جديد بين المتمردين العرب ووحدات حماية الشعب في رأس العين بعد هدنة استمرت أسبوعا. نصت بنود الاتفاق على انسحاب جميع المقاتلين الأجانب من البلدة، وإنشاء نقاط تفتيش مشتركة بين الجيش الحر ووحدات حماية الشعب، والتي ستتيح حرية أكبر في التنقل داخل البلدة وخارجها، وإنشاء مجلس محلي ديمقراطي مكلف بإدارة البلدة ومعبرها الحدودي، وإنشاء قوة شرطة عربية كردية تعاونية في المستقبل في البلدة، والأهم من ذلك التعاون بين وحدات حماية الشعب والجيش الحر للقتال معا ضد القوات الحكومية في المنطقة. في توقيع الاتفاق، تصرف الجيش الحر باسم جميع الجماعات العربية المتمردة في المنطقة، باستثناء جبهة النصرة وغرباء الشام، التي وافقت على التقيد بالاتفاق بشكل منفصل. وذكر ميشيل كيلو أن معظم المقاتلين من الجانبين انسحبوا في الوقت المناسب. إلا أن بعض النشطاء ما زالوا يرفضون قوة الاتفاق، معربين عن شكوكهم في رغبة الاسلاميين—وخاصة غرباء الشام—في احترام الحقوق الكردية في المنطقة. وقال أحد النشطاء الأكراد: «من الممكن لأي من الجانبين أن يكسر الاتفاق في أي لحظة… والمجلس العسكري للجيش السوري الحر ليس قويا في المنطقة، وقد أدلت قيادته بتصريحات متناقضة في الماضي. من وجهة نظري، هذا الاتفاق فارغ.»
بعد ثلاثة أيام من توقيع الاتفاقية، رفض قائد الجيش الحر سليم ادريس ذلك، مستشهدا بعلاقة حزب الاتحاد الديموقراطي بحزب العمال الكردستاني والجماعات الكردية العراقية والإيرانية في قراره. ويعتقد المحللون أن هذا الرفض يهدف إلى إرضاء تركيا التي كانت تدعم بنشاط المتمردين العرب الذين يقاتلون الأكراد في رأس العين.

### المرحلة الثالثة
في 17 يوليو، طرد المقاتلون الأكراد الجهاديين من بلدة رأس العين بعد ليلة من القتال وبعد ذلك بقليل سيطروا على المعبر الحدودي مع تركيا. قتل 11 شخصا خلال القتال، بمن فيهم تسعة جهاديين واثنان من المقاتلين الأكراد. وفي سياق هذه المرحلة الأخيرة، تم دعم وحدات حماية الشعب من قبل 200 مقاتلا من لواء أبو جبل، وهي وحدة حكومية عربية.

## التحليل الاستراتيجي
قال زعيم حزب الاتحاد الديمقراطي صالح مسلم محمد إن سيطرة المتمردين العرب على رأس العين سيكون لها تأثيران. أولا، سيعزل جيوب الأكراد في محافظة حلب من المنطقة الرئيسية في محافظة الحسكة، مما يعطي الجيش السوري الحر والجماعات التابعة له مزيدا من النفوذ على حزب الاتحاد الديمقراطي. ثانيا، إنه سيوفر خط إمدادات حيوي من تركيا ممكن أن يمكن المتمردين العرب من السيطرة على أجزاء أكبر من شرق سوريا، بما في ذلك مدينة الحسكة نفسها. زعيم المتمردين نواف راغب البشير، وهو شخصية قبلية عربية بارزة من محافظة الحسكة التي اشتبكت مع الأكراد في الماضي، قال إن قواته «لن تسمح للانفصاليين بالتحكم بمحافظة [الحسكة] لأنها أغنى جزء من سوريا من حيث النفط والزراعة».
ويتهم حزب الاتحاد الديموقراطي تركيا بشكل روتيني بدعم المتمردين العرب الذين يقاتلون ضد وحدات حماية الشعب التابعة له في رأس العين. وقد أكد قادة المتمردين العرب علنا هذا الدعم.
مع انهيار سيطرة الحكومة على رأس العين، قرر بعض الموالين المحليين للحكومة التعاون مع القوات الكردية: وانضم كتيبة الأحرار الوطنيين تحت حواس جمو رسميا إلى وحدات حماية الشعب في 2 نوفمبر 2013، في حين اندمج لواء أبو الجبل تحت يوسف العبد الله مع وحدات الحماية في 24 ديسمبر.